# Ерёменко, Алексей Гордеевич

Фото, вероятно, начала 1940-х годов.

Алексе́й Горде́евич Ерёменко (18 [31] марта 1906 — 12 июля 1942 года) — младший политрук 220-го стрелкового полка 4-й стрелковой дивизии 18-й армии. Заменил раненого командира роты и погиб, поднимая бойцов в контратаку. По более распространённой версии, за несколько мгновений до смерти был запечатлён на фото, впоследствии ставшем известным под названием «Комбат», по другой — погиб несколько позже, но в схожей ситуации.

## Биография
Родился 18 (31) марта 1906 года в селе Терсянка Екатеринославской губернии в многодетной семье, из-за чего уже в 14 лет начал работать на железной дороге, затем — на заводе, помогая родителям. На момент создания первого колхоза в Запорожской области (он носил тогда название «Авангард», по другим данным — колхоз имени Красина) Алексей был руководителем комсомольской ячейки. Из-за умения руководить людьми вначале был назначен бригадиром, затем — парторгом, а потом — и председателем упомянутого колхоза.
Несмотря на бронь от призыва, в начале Великой Отечественной войны он добровольно вступил в ряды РККА в качестве политработника. Воевал в составе 247-й стрелковой дивизии, затем в составе 220-го стрелкового полка 4-й стрелковой дивизии.

### Гибель
По одной версии, погиб летом 1942 года у села Хорошее: во время отражения атаки немецких подразделений собрал вокруг себя группу отступавших солдат и поднял их в контратаку на траншеи противника, в которой погиб в ходе рукопашного боя. Однако фотография не могла быть сделана в этот момент, так как поблизости не было фотокорреспондентов.
По второй версии, он был убит, замещая раненого командира роты старшего лейтенанта Петренко. Снимок был сделан в момент контратаки, но фотокамера была повреждена, и Макс Альперт был вынужден залечь в окоп; пока он оценивал ущерб, нанесённый камере (на тот момент он считал, что снимки утрачены и плёнка повреждена или засвечена), услышал переданное по цепи людей сообщение: «Комбата убили!». Посчитав, что это и есть тот самый командир, он впоследствии озаглавил фотографию «Комбат».
Похоронен в братской могиле в селе Хорошее Славяносербского района Ворошиловградской области (УССР) в июле 1942 года.

## В истории

### Фотография
Макс Альперт долгое время не мог установить, что за человек был запечатлён на фотографии — многие узнавали на ней своих родственников, один даже в 2005 году заявил, что именно он запечатлён на ней. Для идентификации командира силами журналистов «Комсомольской правды» совместно с активистами луганской областной молодежной организации «Молодогвардієць» (рус. «Молодогвардеец») были организованы поиски родственников человека с фотографии, было опубликовано обращение к читателям со страниц газеты. В 1974 году родственники Ерёменко (мать и сын) написали в редакцию с просьбой разыскать М. Альперта, так как, по их мнению, на фотографии был запечатлён именно их муж и отец. Поначалу это сообщение вызвало скепсис, учитывая множество предыдущих таких заявлений, и из-за приложенной к письму похоронки, полученной женой Алексея Гордеевича Евдокией Ерёменко в 1943 году: «Сообщаем, что ваш муж — младший политрук Алексей Гордеевич Еременко, 1906 года рождения, 14 января 1942 года пропал без вести». Но, так как к письму прилагались и фотографии, это позволило провести экспертизу, которая с высокой степенью достоверности подтвердила, что на фото Альперта и фотокарточках, предоставленных женой Ерёменко, изображён один человек.
Фотография «Комбат» стала одним из символов Великой Отечественной войны.

### В нумизматике

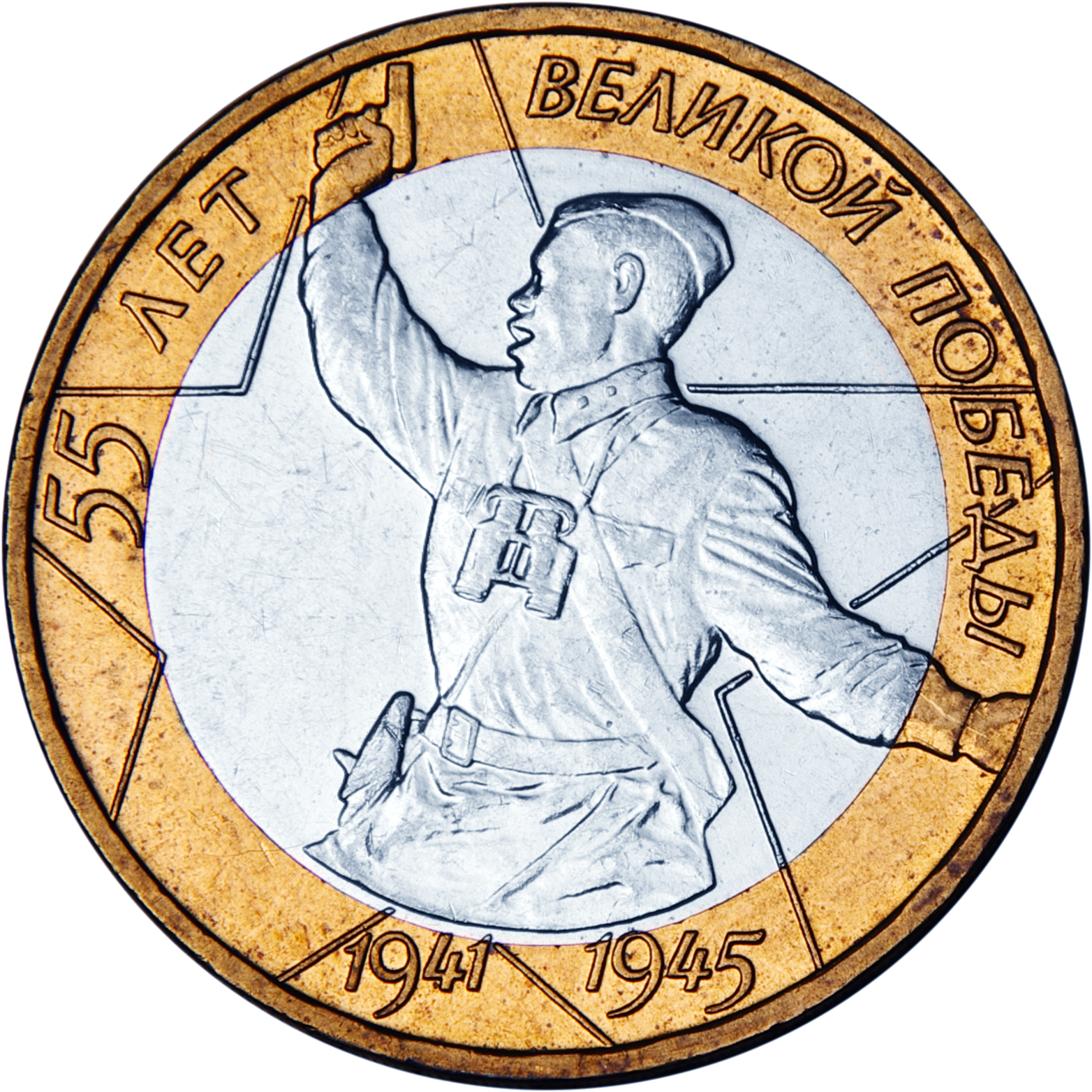
Юбилейная монета номиналом в 10 рублей «55 лет Великой Победы». 2000 год

Памятник «Комбат». Славяносербский район Луганской области

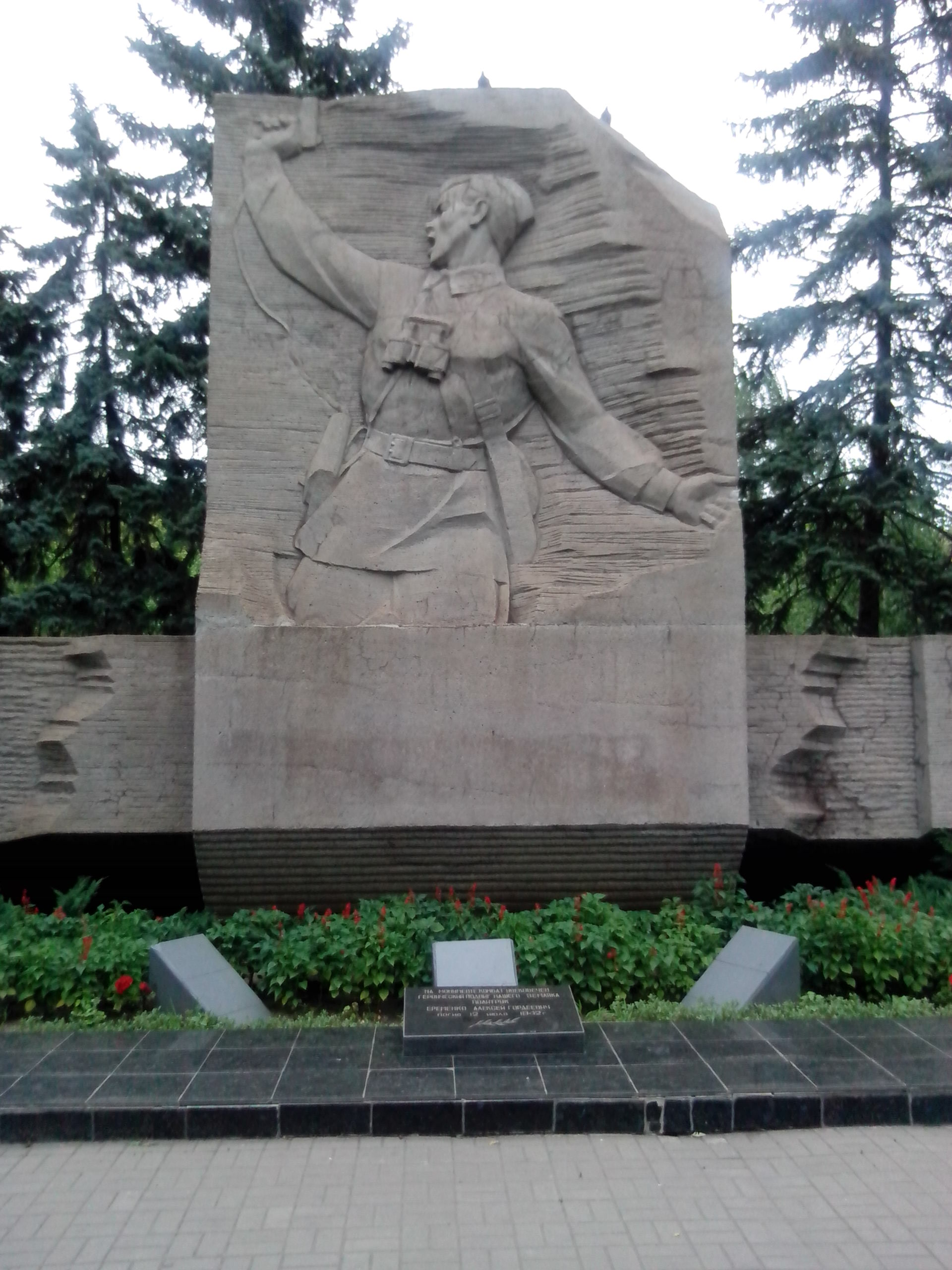
На Аллее боевой славы в Запорожье установлен барельеф «Комбат», созданный по мотивам известной фотографии.

Фото Макса Альперта послужило основой для нескольких памятных монет, посвящённых годовщине победы в Великой Отечественной войне. К их числу относятся:
1. 5 рублей «Командир поднимает солдат в атаку» из набора «50 лет Победы», 1995 год, Российская Федерация.[12]
2. 10 рублей «55 лет Победы», 2000 год, Российская Федерация. Что любопытно, коллекционеры зовут монету «Политрук», несмотря на то, что фото ошибочно называется «Комбат».[13]

### Памятник на месте гибели
Снимок послужил источником вдохновения для луганского скульптора Ивана Михайловича Чумака, и он начал самостоятельно работать над памятником герою фотографии, что заняло у него около десяти лет. Впоследствии, при участии всей области, одиннадцатиметровый памятник, отлитый из бронзы мастерами Украинского специализированного научно-производственного управления реставрационных работ, был установлен около предполагаемого места боя, где погиб А. Г. Ерёменко, на возвышенном месторасположении наблюдательного пункта. Курган, где установлен памятник, оформлен двадцатью девятью гранитными плитами, которые специально для этого были произведены в карьерах Житомирской области. У подножия памятника расположена мраморная плита с надписью: «В честь героического подвига политработников Советской Армии в Великой Отечественной войне 1941—1945 гг.». 12 июля 2012 года, спустя 70 лет после гибели Ерёменко, на кургане у подножия памятника была проведена реконструкция боя.

### Комментарии
1. ↑  Время перехода из одного воинского подразделения в другое неизвестно
2. ↑  Изложенной ветераном 285-й дивизии, подполковником запаса, Василием Севастьяновичем Березубчаком
3. ↑  Изложенной автором фотографии Максом Альпертом и подтверждённой затем в 1987 году (после смерти фотографа) бывшим бойцом санвзвода 220-го полка, впоследствии майором-политработником Александром Матвеевичем Макаровым.
4. ↑  Что очевидно не совпадало с тем фактом, что снимок был сделан летом 1942 года
5. ↑  Иван Михайлович Чумак — советский художник, скульптор, лауреат республиканской Государственной премии имени Т. Г. Шевченко